# شهرستان ارینجبرگ (کارولینای جنوبی)
شهرستان ارینجبرگ، کارولینای جنوبی (به انگلیسی: Orangeburg County, South Carolina) یک سکونتگاه مسکونی در ایالات متحده آمریکا است که در کارولینای جنوبی واقع شده‌است.

## خصوصیات
شهرستان ارینجبرگ ۲٬۹۲۱٫۵۲ کیلومترمربع مساحت دارد.

## نگارخانه

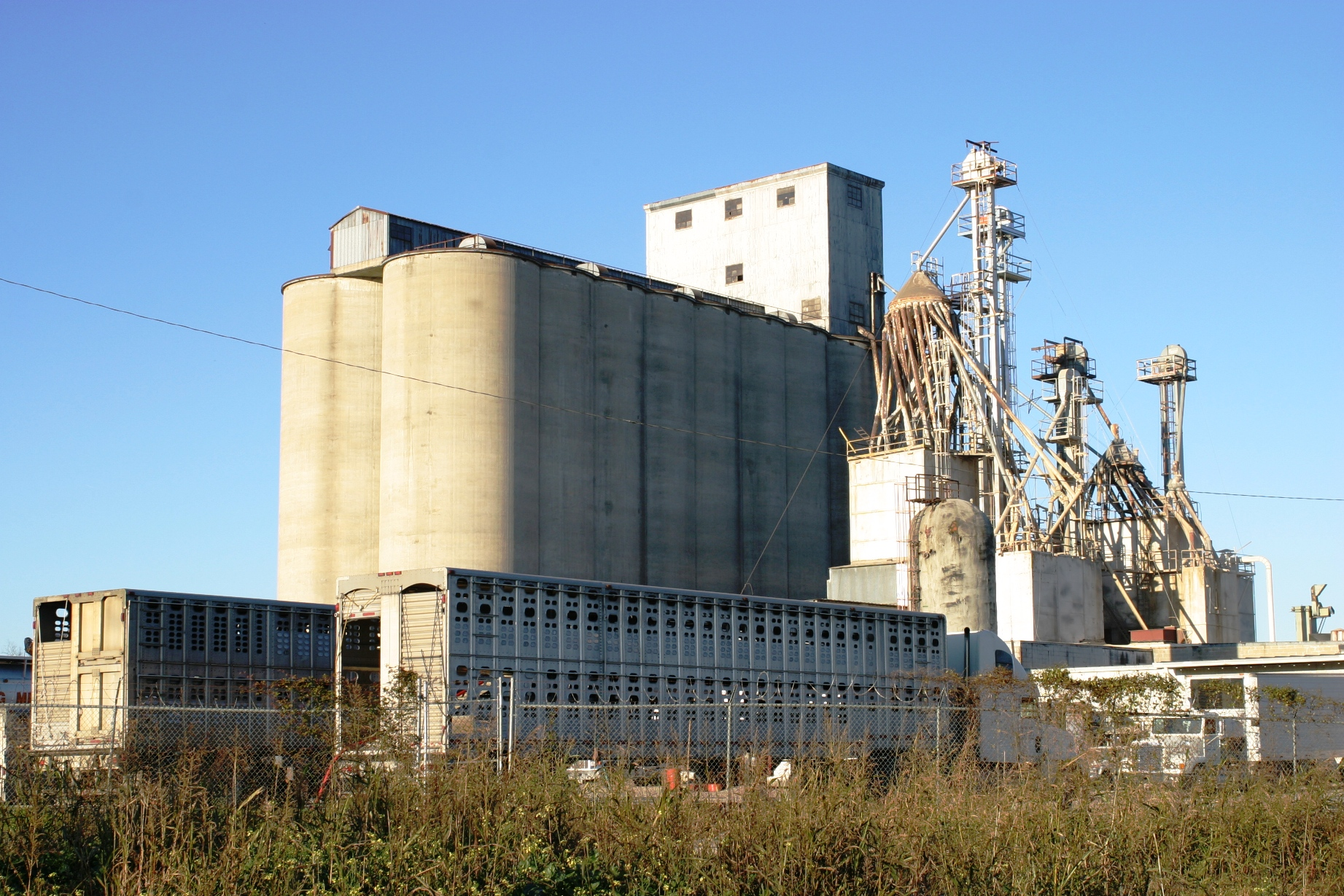
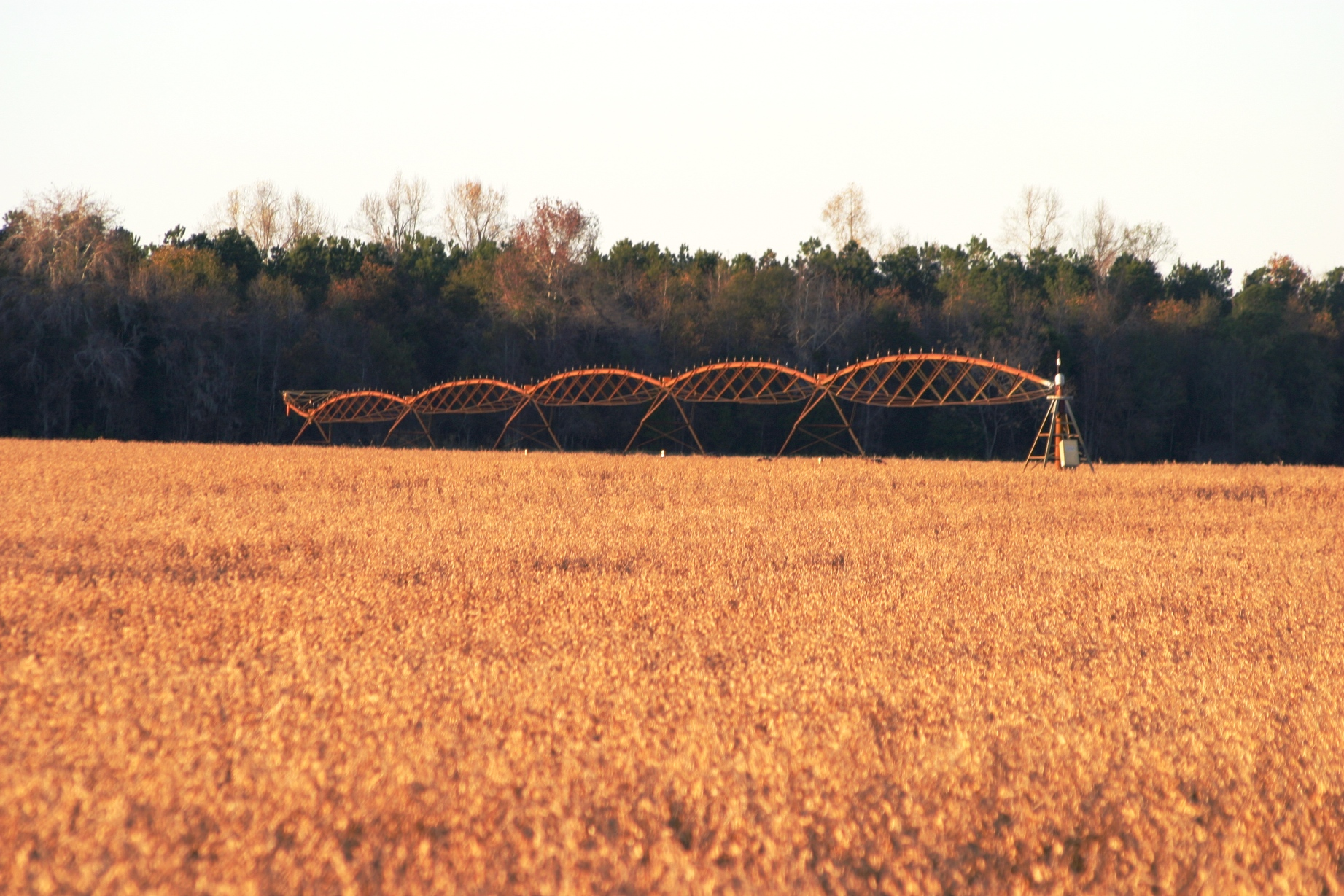
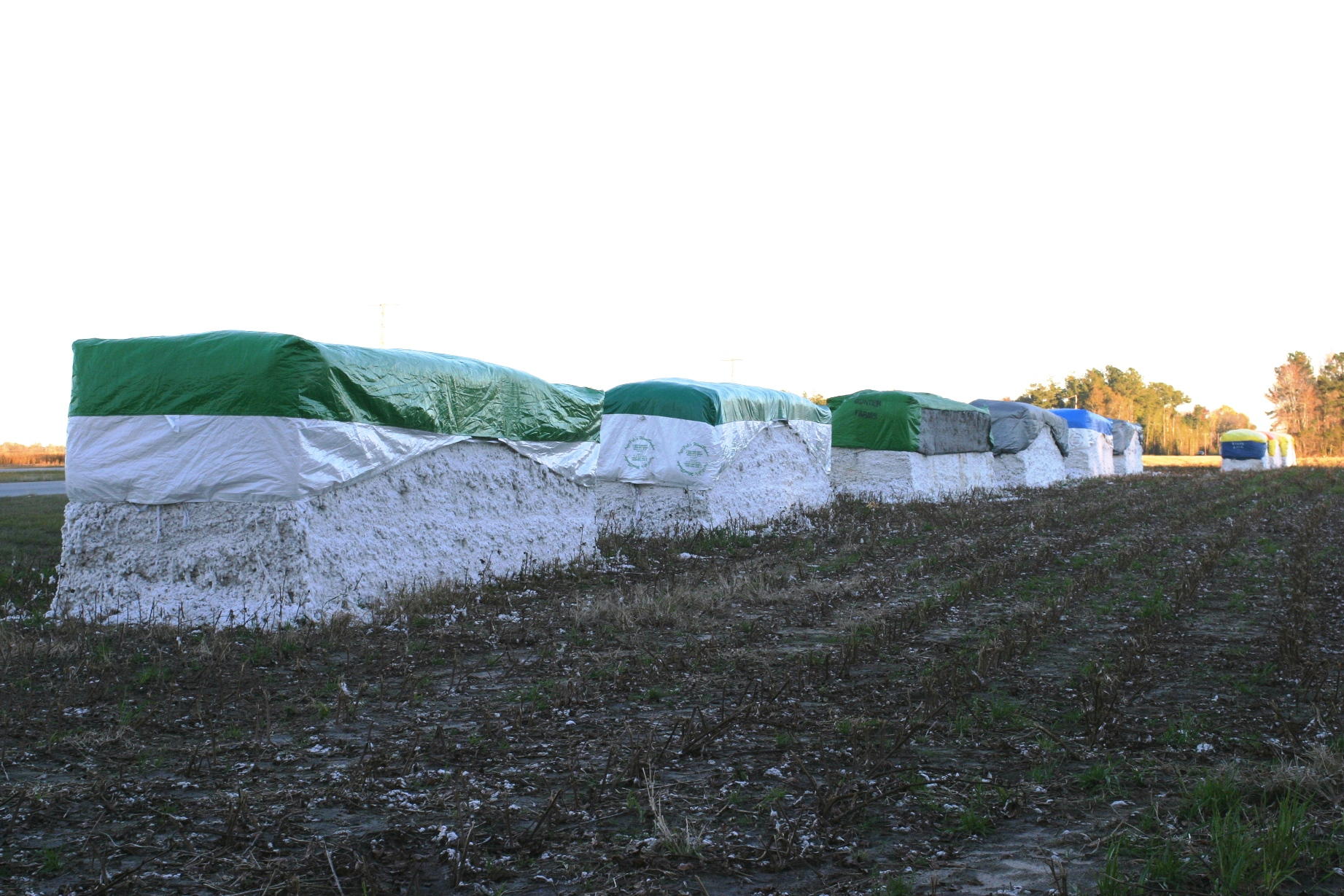